# Нордман, Фёдор Давыдович
Фёдор Давыдович Нордман (1805—1881) — адмирал Русского императорского флота; Георгиевский кавалер.

## Биография
Родился 14 июня 1805 года. В 1820 году окончил Морской корпус гардемарином и поступил на службу в Российский императорский флот.
В ходе русско-турецкой войны, со 2 ноября 1828 года по 27 апреля 1829 года, будучи уже в чине лейтенанта флота, на линейном корабле «Эммануил» участвовал в блокаде Дарданелл, в 1829—1830 гг., на захваченном И. Н. Бутаковым у египтян во время крейсерства у острова Кандия, корвете «Львица» ходил в Тулон. После окончания войны служил на различных судах в Балтийском и Северном морях.

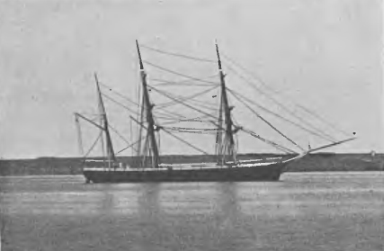
Корвет РИФ «Львица»

В 1841 году назначен командиром 1-го финского экипажа. 1 января 1846 года награжден орденом Св. Анны II степени. 7 апреля 1846 года произведен в капитаны 1-го ранга. 
В 1854 году, во время Крымской войны командовал кораблем «Андрей» на Свеаборгском рейде, при защите Свеаборга от нападения англо-французского флота. 26 января 1855 года произведен в контр-адмиралы с назначением командиром 3-й бригады 3-й флотской дивизии. В 1855 году состоял начальником свеабогского отряда гребной флотилии и командовал береговыми батареями на острове Сандгам при бомбардировке Свеаборга англо-французским флотом, за что был награждён орденом Святого Станислава 1 степени с мечами. В 1856 году, имея флаг на корабле «Лефорт», перевозил десантные войска в Кронштадт.
В 1859 году командовал эскадрой русского флота в Средиземном море, в 1863 году был назначен членом морского генерал-аудиториата при военном министерстве Российской империи, в 1867 году стал членом главного военно-морского суда. 1 января 1864 г. произведен в вице-адмиралы. В 1874 году был произведён командованием в адмиралы.
Умер 21 апреля 1881 года в городе Санкт-Петербурге.